# Big John
Big John é um esqueleto fossilizado de Triceratops horridus descoberto pelo paleontólogo Walter W. Stein na formação geológica de Hell Creek em Dakota do Sul em 2014. Big John é, de acordo com os proprietários originais e várias agências de notícias, o maior esqueleto conhecido de Triceratops. Big John exibe lesões no crânio que podem ter ocorrido durante o combate com outro triceratops. Seu preço de leilão de 2021 de US$ 7,7 milhões o tornou o esqueleto de Triceratop mais caro.